# Zentralverband der Fleischer und Berufsgenossen Deutschlands
Der Zentralverband der Fleischer und Berufsgenossen Deutschlands wurde 1900 gegründet und war eine freie Gewerkschaft für Metzger und Schlachthofarbeiter im deutschen Kaiserreich und der Weimarer Republik.

## Geschichte
Vorgänger des Verbands war unter anderem der Lokalverein der Schlächtergesellen. Daraus ging am 1. Juni 1900 der Zentralverband der Fleischer und Berufsgenossen Deutschlands hervor.
Der Zentralverband war Mitglied in der Generalkommission der Gewerkschaften Deutschlands und beim 1919 gegründeten Nachfolger Allgemeiner Deutscher Gewerkschaftsbund. Eine internationale Konferenz der Fleischereiarbeiter führte 1913 zu Gründung und Mitgliedschaft in der Internationalen Zentralstelle der Fleischer und verwandter Berufsgenossen mit Sitz in Berlin. Die Nachfolgeorganisation war seit 1920 die Internationale Union der Organisationen der Arbeiter und Arbeiterinnen der Lebens- und Genußmittel-Industrie.
Auf einer außerordentlichen Generalversammlung im September 1927 in Leipzig beschlossen die vier Verbände Deutscher Nahrungs- und Genußmittelarbeiter-Verband, Verband der Böttcher, Weinküfer und Hilfsarbeiter Deutschlands, Verband der Lebensmittel- und Getränkearbeiter Deutschlands und der Zentralverband der Fleischer und Berufsgenossen eine gemeinsame Gewerkschaft zu gründen. Am 24. September 1927 wurden die vier bisherigen Verbände aufgelöst und deren Nachfolger Verband der Nahrungsmittel- und Getränkearbeiter entstand.

## Vorsitzende
1900–1927: Paul Hensel